# Lista ssaków Malty
To jest lista gatunków ssaków odnotowanych na Malcie. Na Malcie występuje dwadzieścia gatunków ssaków, z czego jeden jest krytycznie zagrożony
Poniższe tagi służą do wyróżnienia statusu ochrony każdego gatunku, zgodnie z oceną Międzynarodowej Unii Ochrony Przyrody:
| EX | Wymarły              | Nie ma uzasadnionych wątpliwości, że ostatni osobnik nie żyje.                                                                                    |
| EW | Wymarły na wolności  | Znany tylko z tego, że przetrwał w niewoli lub jako naturalizowane populacje daleko poza swoim poprzednim zasięgiem.                              |
| CR | Krytycznie zagrożony | Gatunek ten jest w bezpośrednim niebezpieczeństwie wyginięcia na wolności.                                                                        |
| EN | Zagrożony            | Gatunek ten stoi w obliczu niezwykle wysokiego ryzyka wyginięcia na wolności.                                                                     |
| VU | Narażony             | Gatunek ten jest narażony na wysokie ryzyko wyginięcia na wolności.                                                                               |
| NT | Bliski zagrożenia    | Gatunek ten nie spełnia żadnego z kryteriów, które klasyfikowałyby go jako zagrożony wyginięciem, ale prawdopodobnie stanie się to w przyszłości. |
| LC | Najmniejszej troski  | Obecnie nie ma żadnych identyfikowalnych zagrożeń dla gatunku.                                                                                    |
| DD | Niedostateczne dane  | Brak wystarczających informacji, aby dokonać oceny ryzyka dla tego gatunku.                                                                       |

## Rząd:Erinaceomorpha(jeże i gołyszki)

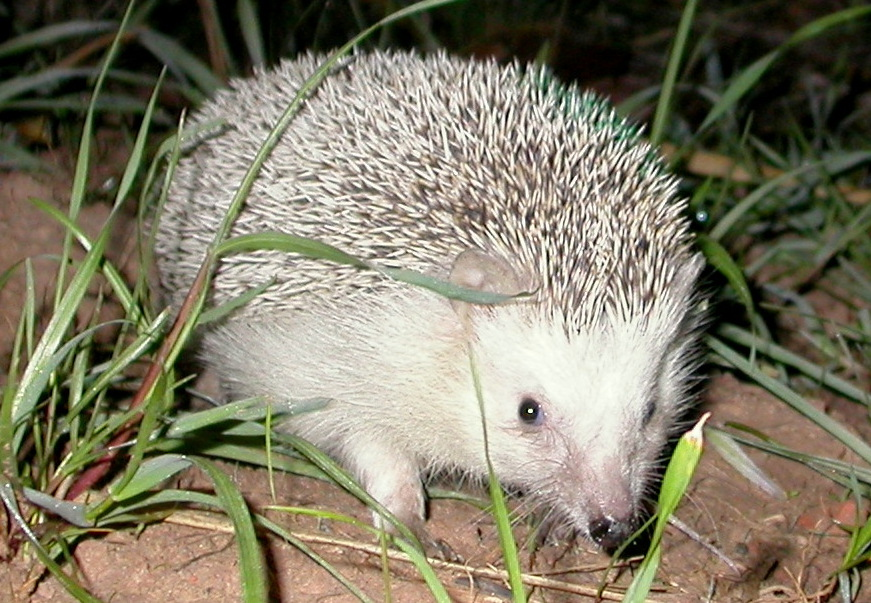
Afrojeż algierski

Rząd Erinaceomorpha obejmuje jedną rodzinę, Erinaceidae, która obejmuje jeże i gołyszki. Jeże są łatwo rozpoznawalne po kolcach, podczas gdy gołyszki wyglądają bardziej jak duże szczury.
- Rodzina: Erinaceidae (jeże)
  - Podrodzina: Erinaceinae
    - Rodzaj: Atelerix
      - Afrojeż algierski, A. algirus LC

## Rząd:Soricomorpha(ryjówki, krety i myszoryjki)

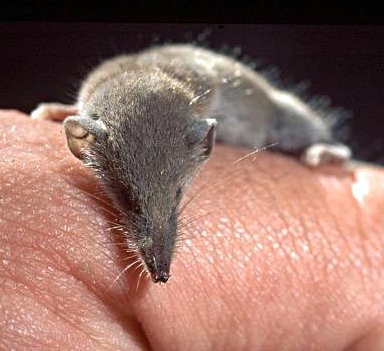
Ryjówek etruski

Ryjówkokształtne to ssaki owadożerne. Ryjówki i myszoryjki są bardzo podobne do myszy, podczas gdy krety są krępymi zwierzętami ryjącymi.
- Rodzina: Soricidae (ryjówki)
  - Podrodzina: Crocidurinae
    - Rodzaj: Crocidura
      - Zębiełek sycylijski, Crocidura sicula LC

    - Rodzaj: Suncus
      - Ryjówek etruski, Suncus etruscus LC

## Rząd:Chiroptera(nietoperze)
Najbardziej charakterystyczną cechą nietoperzy jest to, że ich przednie kończyny są rozwinięte w skrzydła, co czyni je jedynymi ssakami zdolnymi do lotu. Gatunki nietoperzy stanowią około 20% wszystkich ssaków.
- Rodzina: Vespertilionidae
  - Podrodzina: Myotinae
    - Rodzaj: Myotis
      - Nocek duży, Myotis myotis LC
      - Nocek punicki(inne języki), Myotis punicus DD

  - Podrodzina: Vespertilioninae
    - Rodzaj: Nyctalus

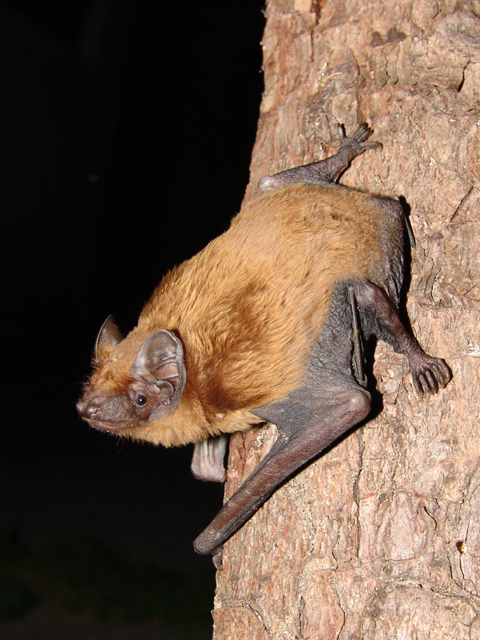
Borowiec wielki

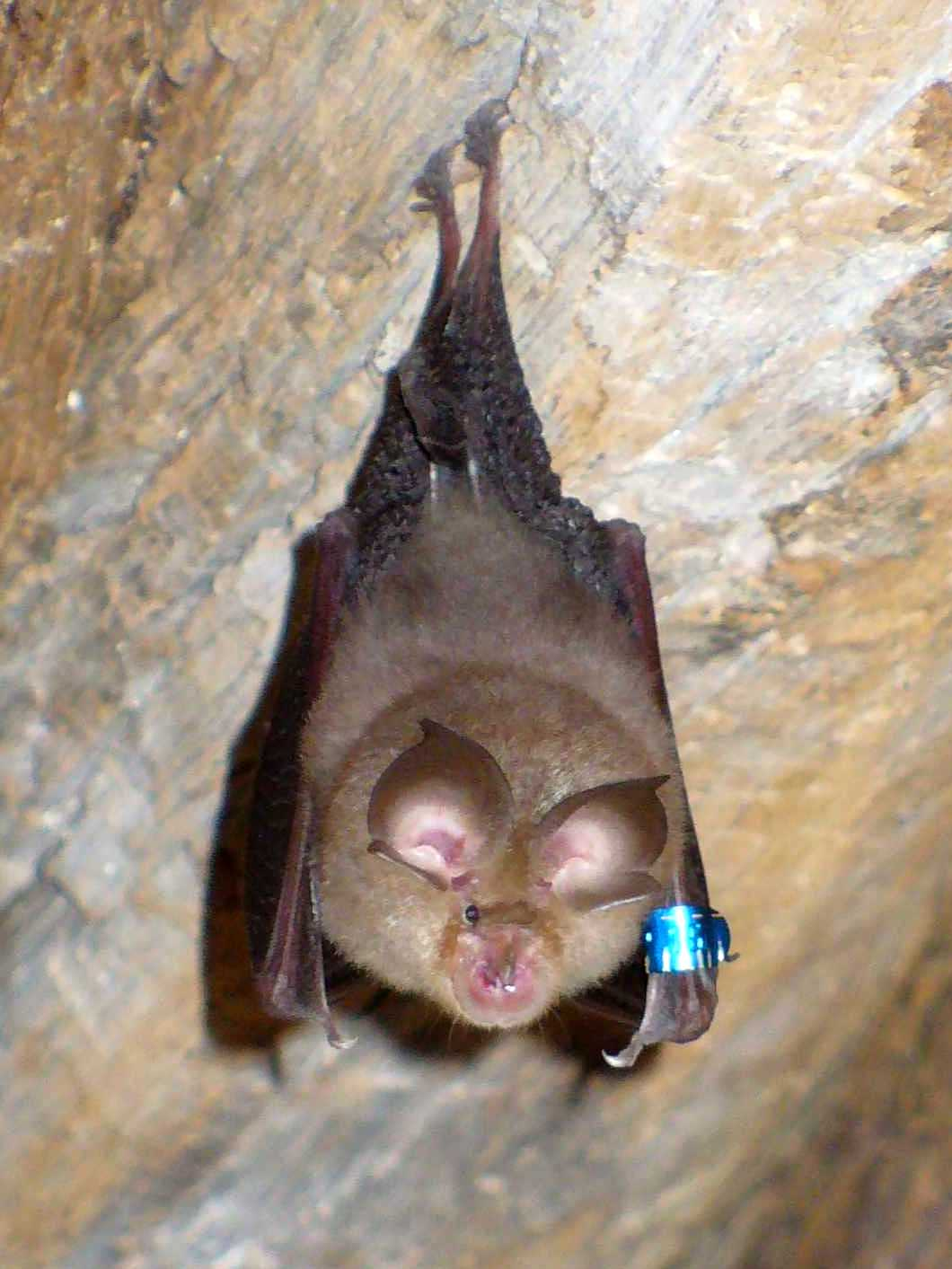
Podkowiec mały

      - Borowiec wielki, Nyctalus noctula LC

    - Rodzaj: Pipistrellus
      - Karlik średni, Pipistrellus kuhlii LC
      - Karlik malutki, Pipistrellus pipistrellus LC

    - Rodzaj: Plecotus
      - Gacek szary, Plecotus austriacus LC

  - Podrodzina: Miniopterinae
    - Rodzaj: Miniopterus
      - Podkasaniec zwyczajny, M. schreibersii VU[2]
- Rodzina: Rhinolophidae
  - Podrodzina: Rhinolophinae
    - Rodzaj: Rhinolophus
      - Podkowiec duży, Rhinolophus ferrumequinum LC (prawdopodobnie wymarły)
      - Podkowiec mały, Rhinolophus hipposideros LC

## Rząd:Cetacea(walenie)
Rząd waleni obejmuje wieloryby, delfiny i morświny. Są to ssaki najbardziej zaadaptowane do życia wodnego z wrzecionowatym, niemal bezwłosym ciałem, chronionym grubą warstwą tłuszczu, oraz przednimi kończynami i ogonem zmodyfikowanymi w celu zapewnienia napędu pod wodą.
- Podrząd: Mysticeti
  - Rodzina: Balaenopteridae
    - Rodzaj: Balaenoptera

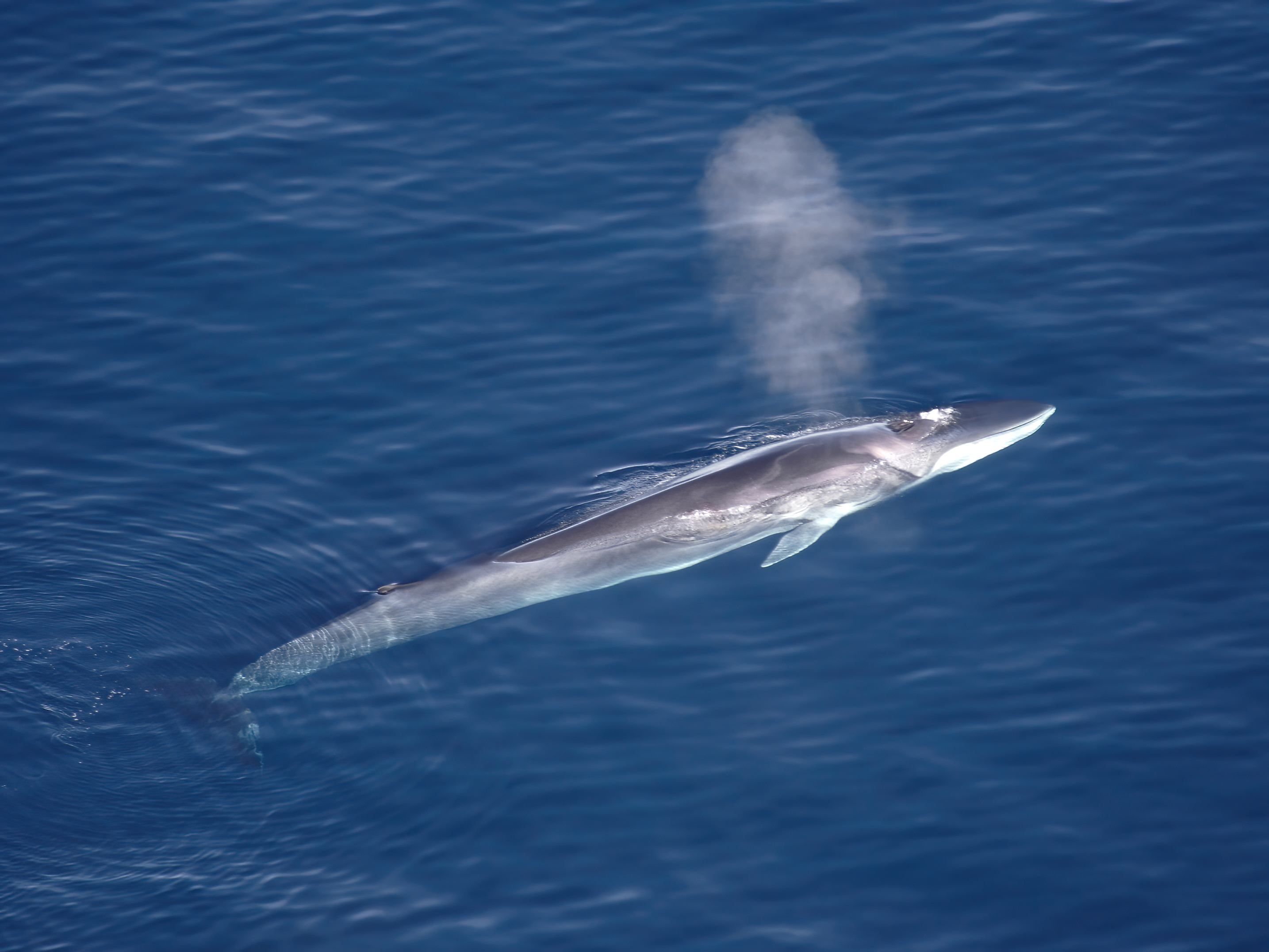
Płetwal zwyczajny

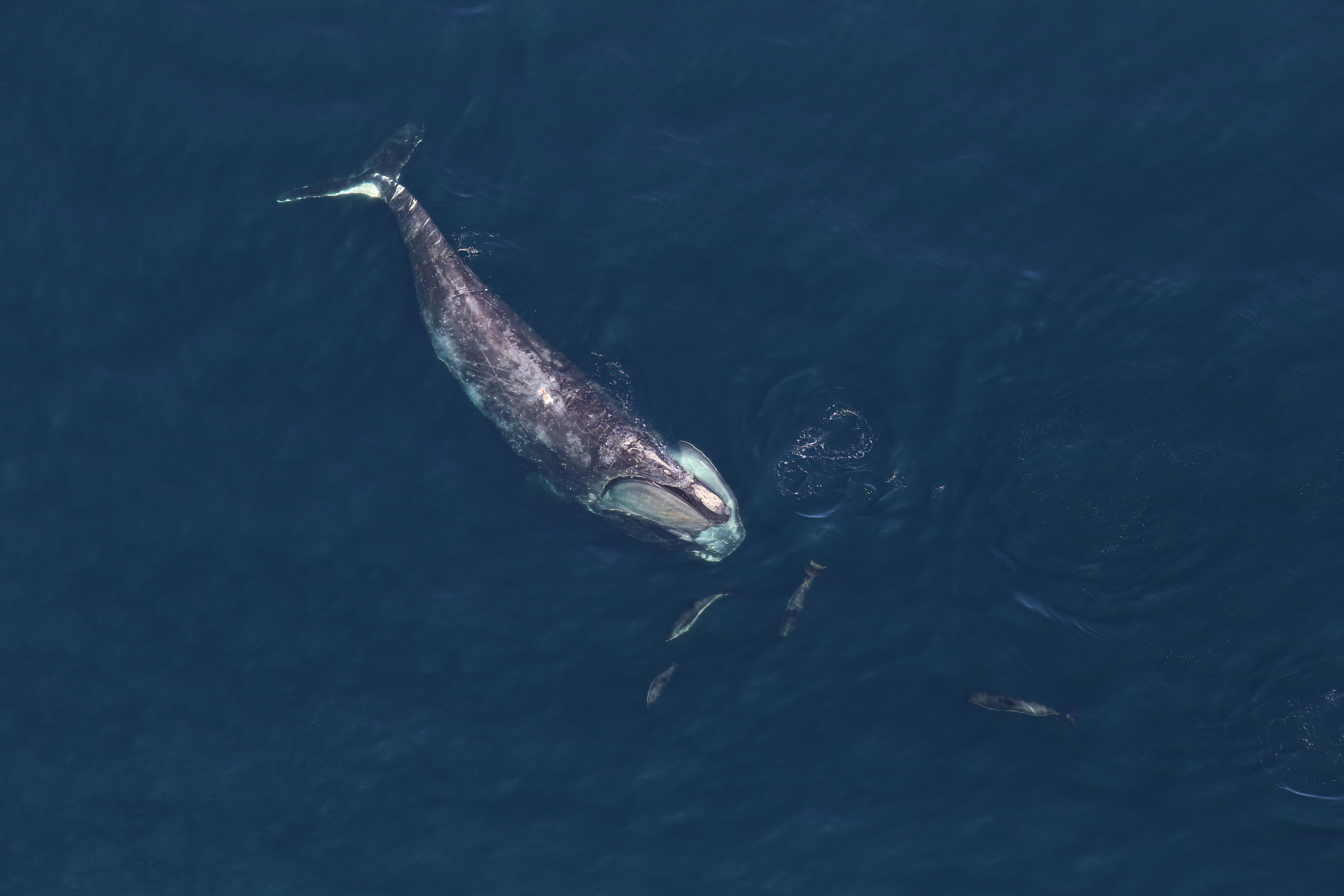
Waleń biskajski

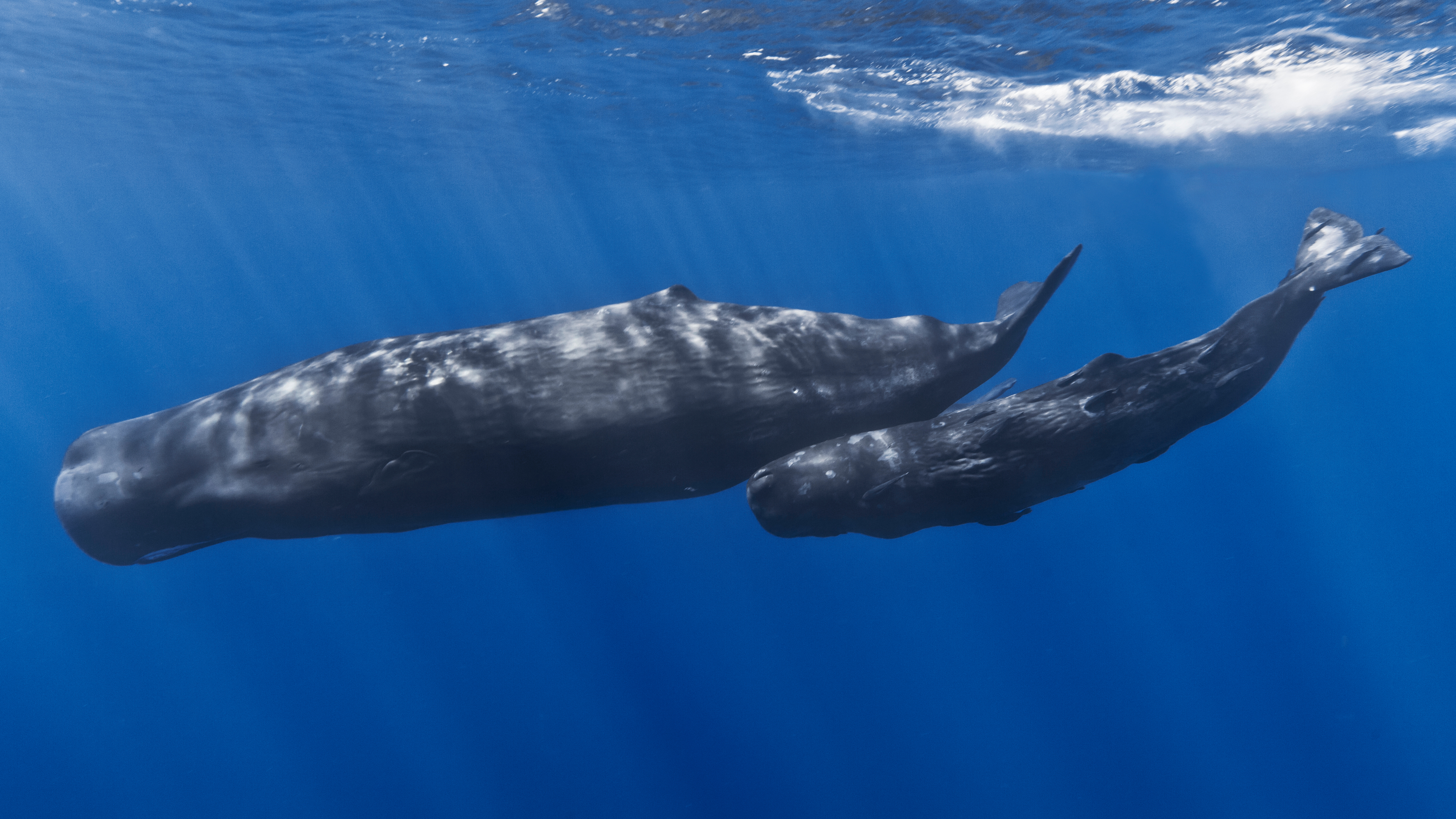
Kaszalot spermacetowy

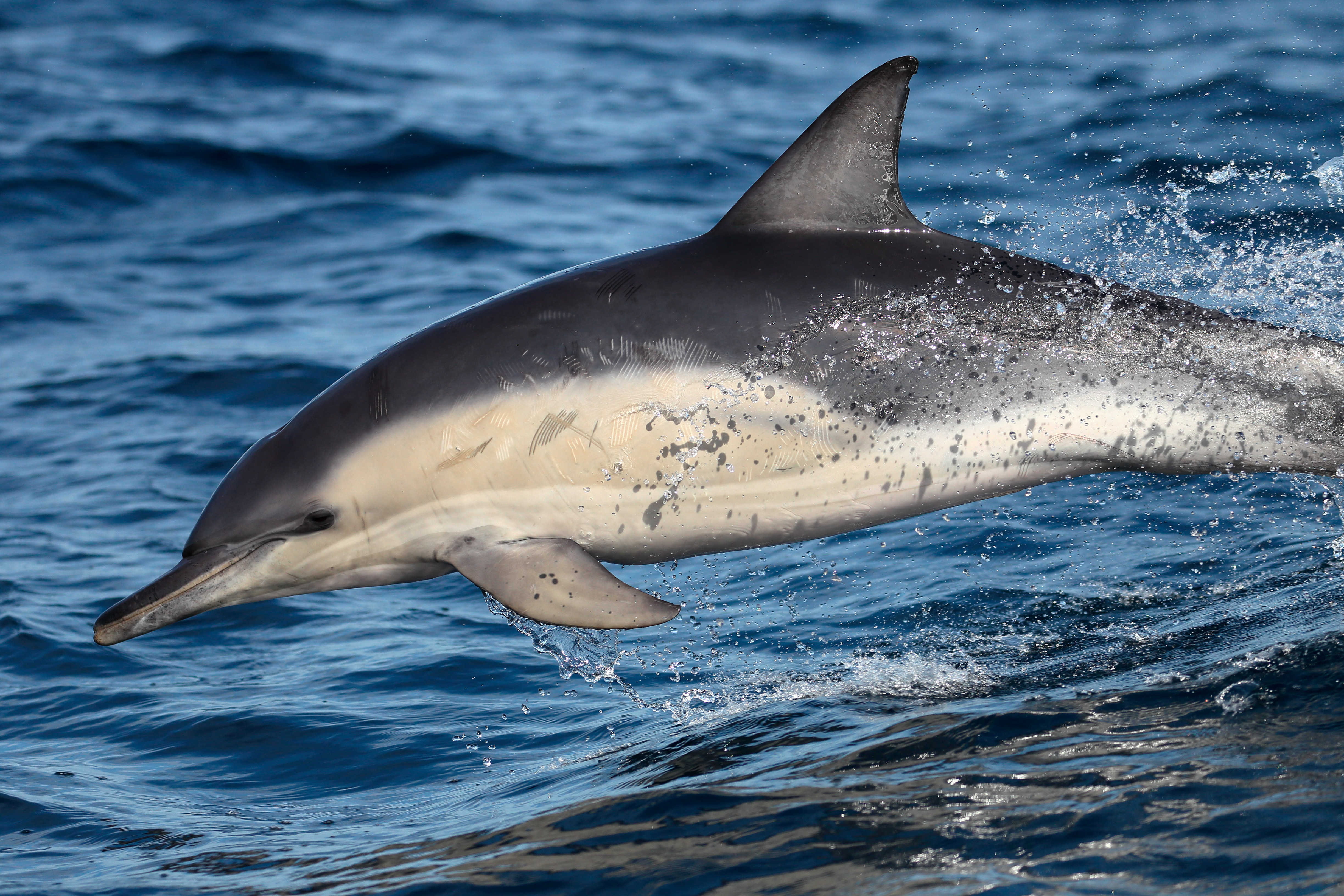
Delfin zwyczajny

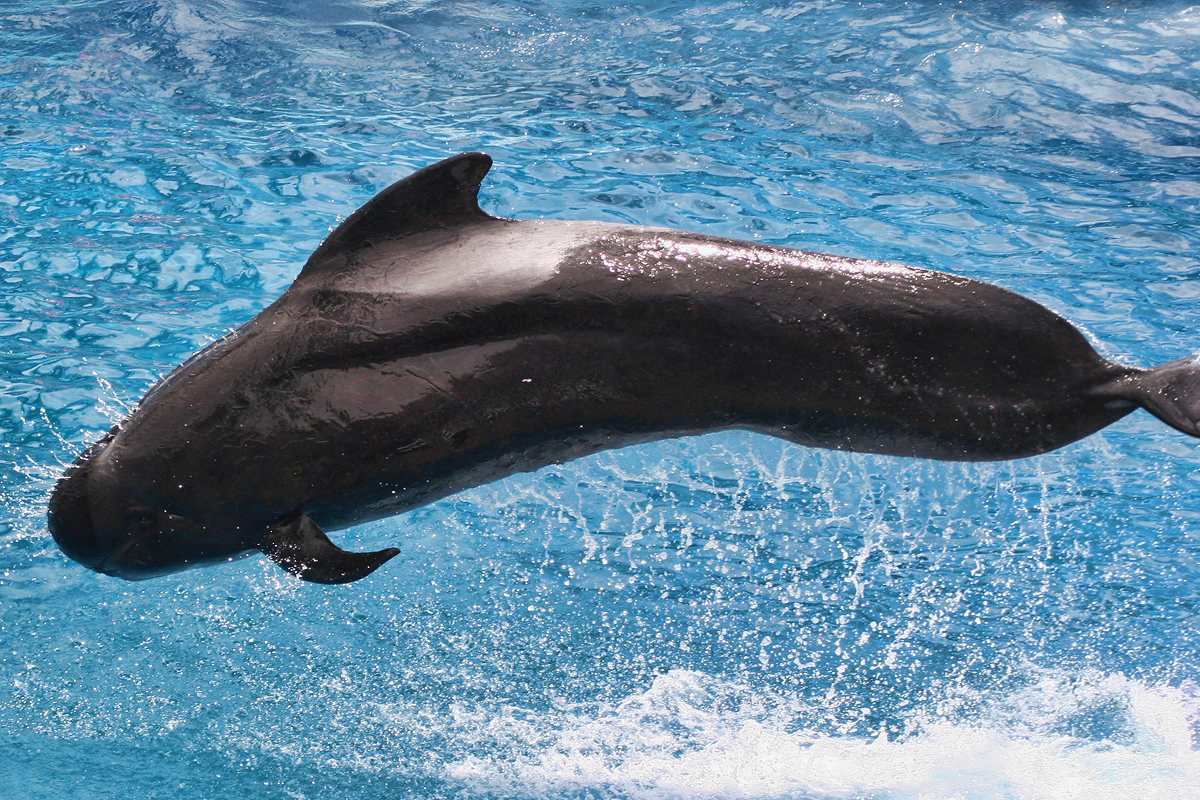
Grindwal długopłetwy

      - Płetwal błękitny, Balaenoptera m. musculus EN (możliwe)[3]
      - Płetwal zwyczajny, Balaenoptera physalus VU

  - Podrodzina: Megapterinae
    - Rodzaj: Megaptera
      - Długopłetwiec oceaniczny, Megaptera novaeangliae LC (możliwe)[4]

  - Rodzina: Balaenidae
    - Rodzaj: Eubalaena
      - Waleń biskajski, Eubalaena glacialis CR (możliwe)[5][6][7]
- Podrząd: Odontoceti
  - Nadrodzina: Physeteroidea
    - Rodzina: Physeteridae (kaszaloty)
      - Rodzaj: Physeter
        - Kaszalot spermacetowy, Physeter macrocephalus EN[8][9][10]

  - Nadrodzina: Platanistoidea
    - Rodzina: Delphinidae (delfiny oceaniczne) 
      - Rodzaj: Tursiops
        - Butlonos zwyczajny, Tursiops truncatus VU

      - Rodzaj: Delphinus
        - Delfin zwyczajny, Delphinus delphis EN

      - Rodzaj: Stenella
        - Delfinek pręgoboki, Stenella coeruleoalba VU

      - Rodzaj: Grampus
        - Risso szary, Grampus griseus DD

      - Rodzaj: Pseudorca
        - Szablogrzbiet waleniożerny, Pseudorca crassidens DD

      - Rodzaj: Globicephala
        - Grindwal długopłetwy, Globicephala melas DD

## Rząd:Carnivora(drapieżniki)

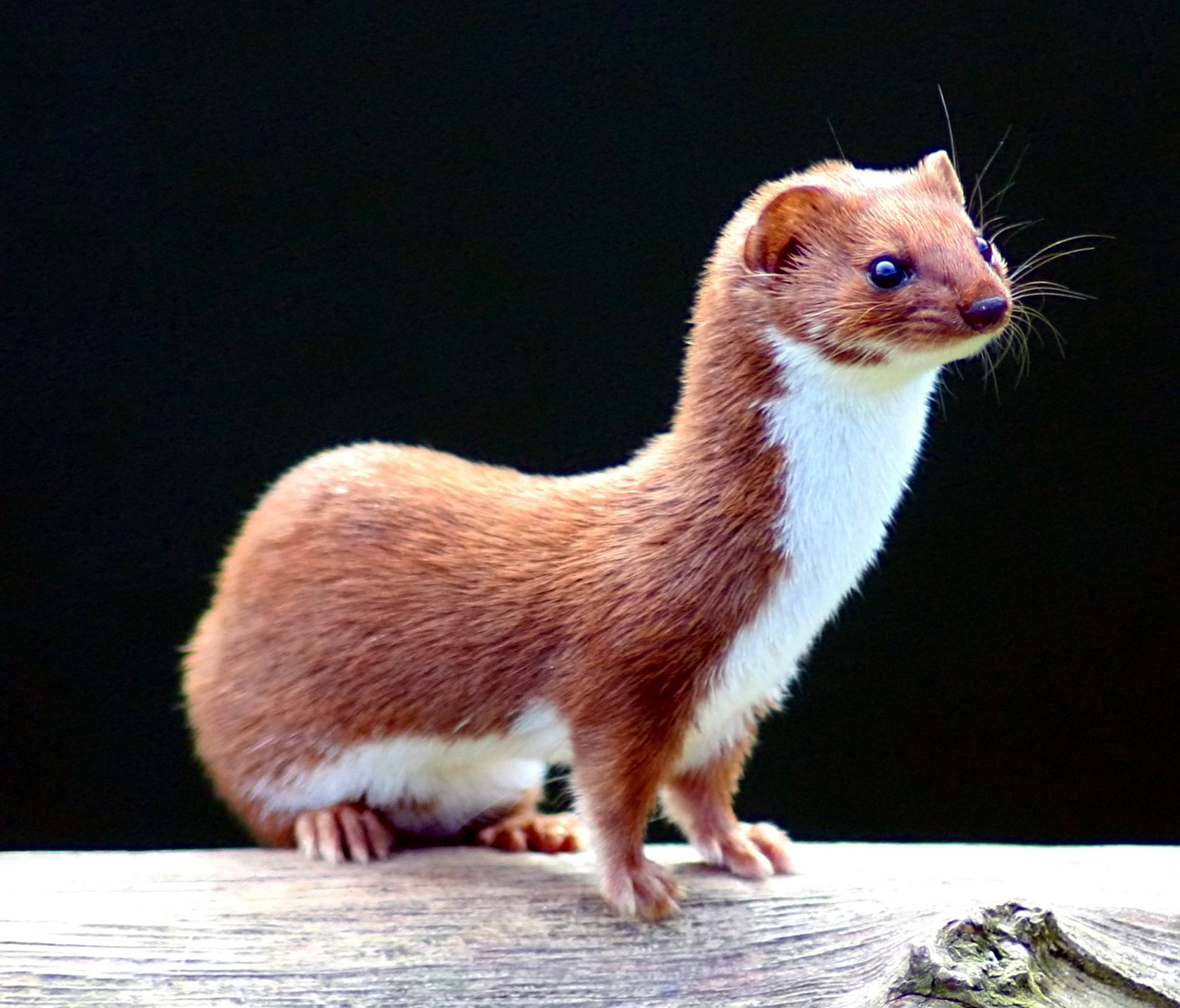
Łasica pospolita

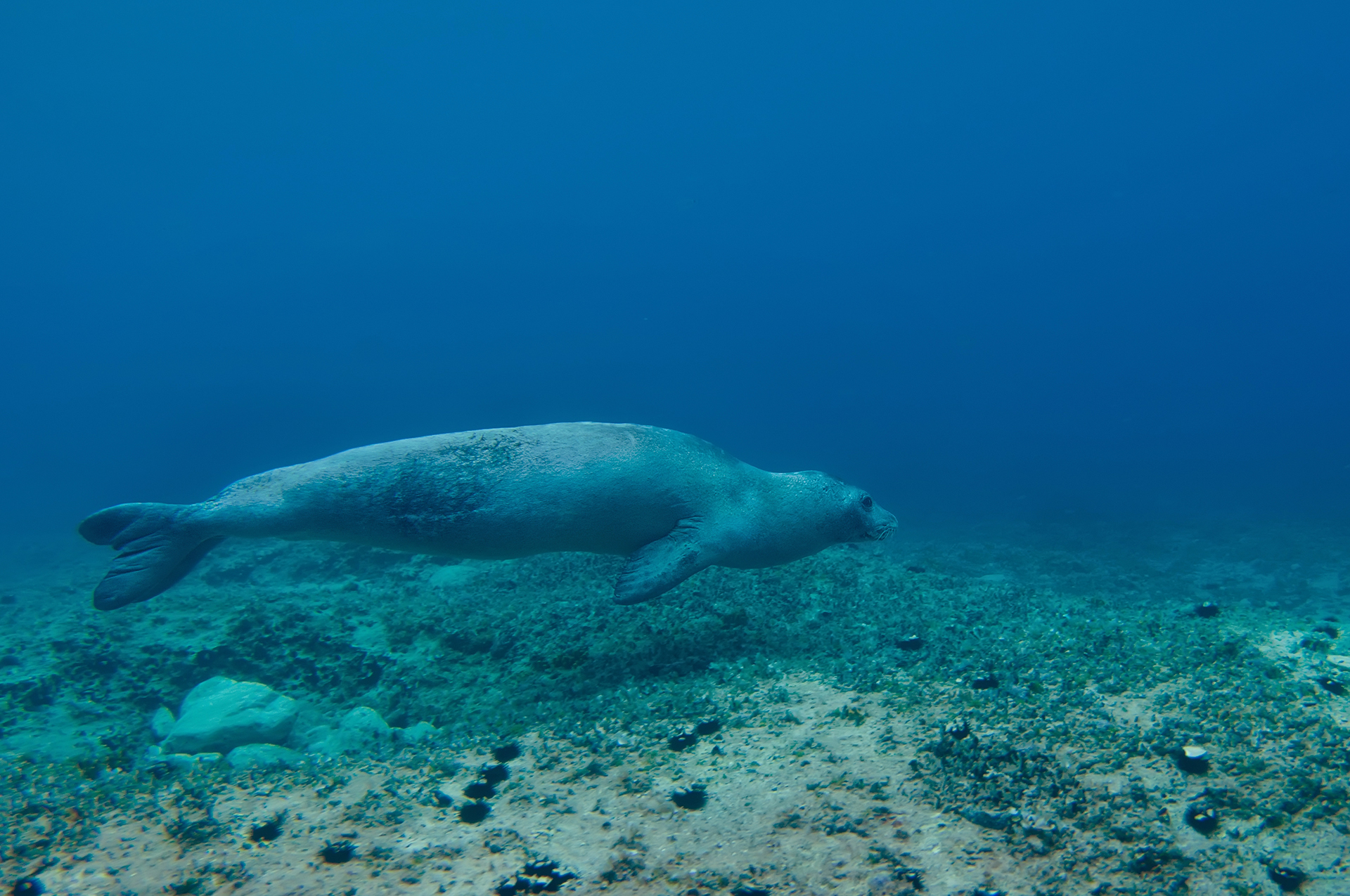
Mniszka śródziemnomorska

Istnieje ponad 260 gatunków drapieżników, z których większość żywi się głównie mięsem. Mają charakterystyczny kształt czaszki i uzębienie.
- Podrząd: Caniformia
  - Rodzina: Mustelidae (łasicowate)
    - Rodzaj: Mustela
      - Łasica pospolita, M. nivalis LC (prawdopodobnie introdukowana)

  - Rodzina: Phocidae (foki bezuszne)
    - Rodzaj: Monachus
      - Mniszka śródziemnomorska, M. monachus EN (wytępiona)[11]
- Podrząd: Feliformia
  - Rodzina: Felidae (koty) 
    - Rodzaj: Felis
      - Kot domowy. Felis catus (gatunek udomowiony) LC

## Rząd:Lagomorpha(zajęczaki)
- Rodzina: Leporidae
  - Rodzaj: Oryctolagus

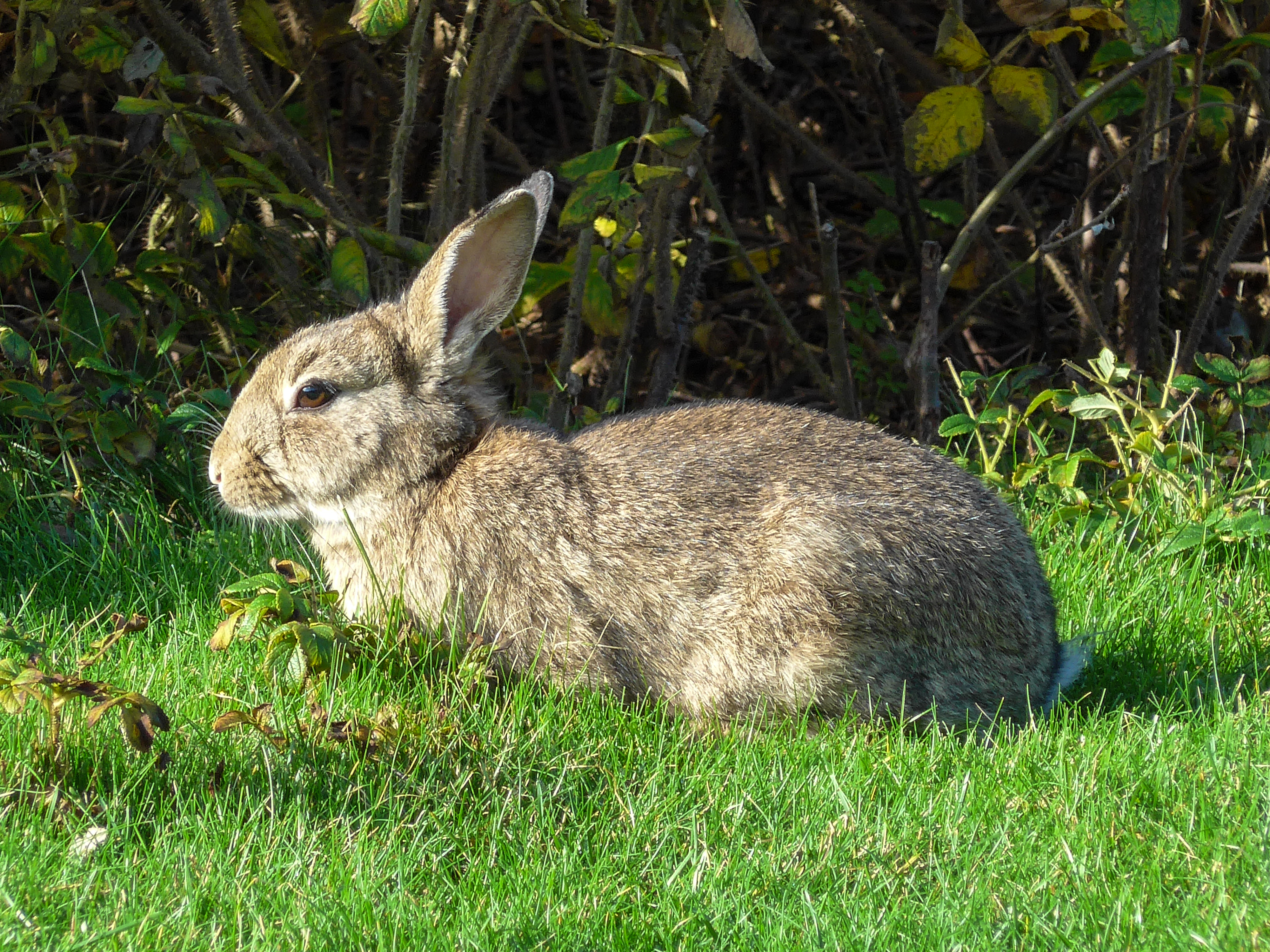
Królik europejski

    - Królik europejski Oryctolagus cuniculus EN[12]

## Rząd:Rodentia(gryzonie)
- Podrząd: Supramyomorpha
  - Rodzina: Muridae
    - Rodzaj: Apodemus

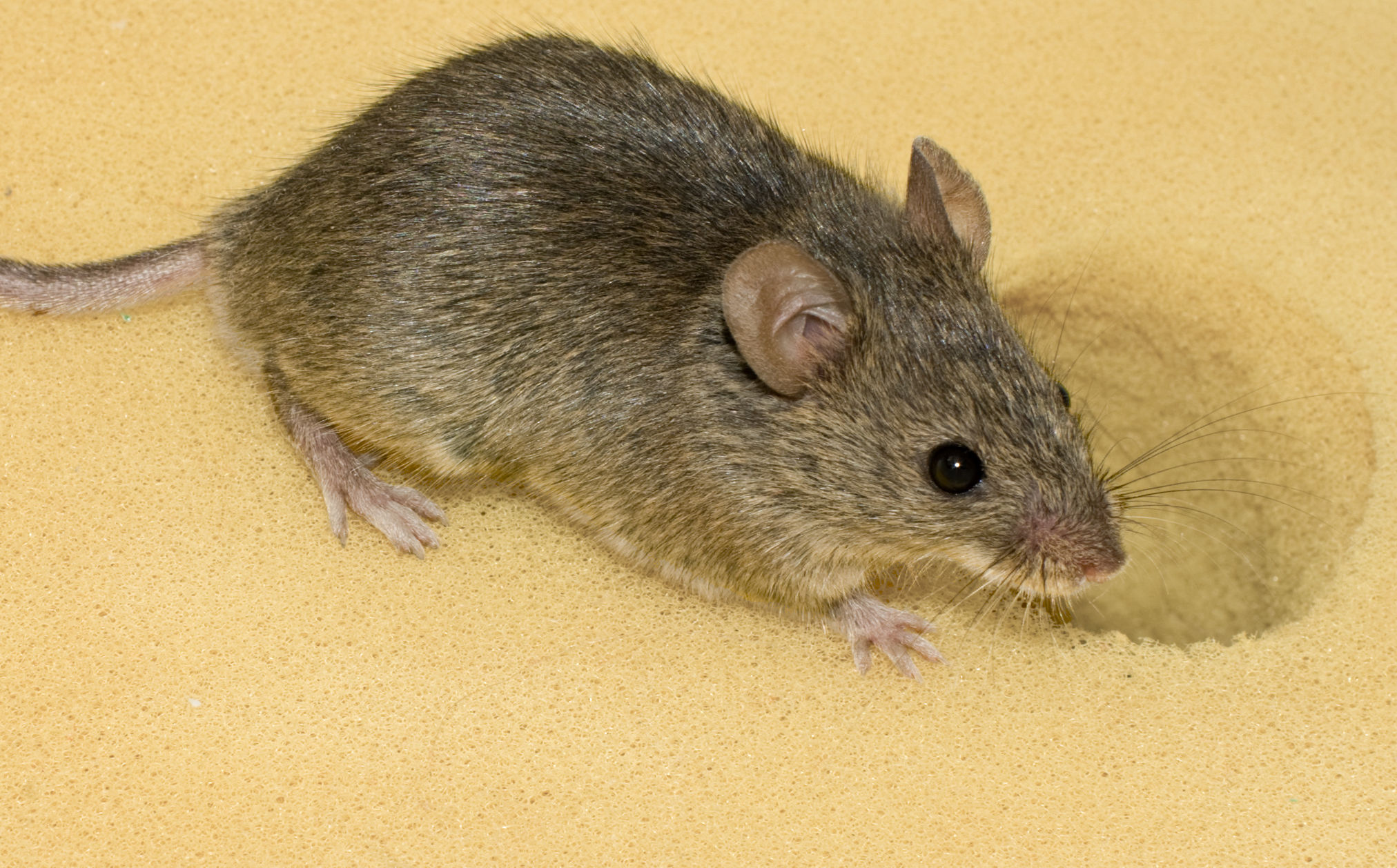
Mysz domowa

      - Myszarka zaroślowa Apodemus sylvaticus LC[13]

    - Rodzaj: Mus
      - Mysz domowa Mus musculus LC[14]

    - Rodzaj: Rattus
      - Szczur wędrowny Rattus norvegicus LC[15]
      - Szczur śniady Rattus rattus LC[16]